# François Roussely
Cet article possède un paronyme, voir Francis Roussely.
 (avril 2021).
Si vous disposez d'ouvrages ou d'articles de référence ou si vous connaissez des sites web de qualité traitant du thème abordé ici, merci de compléter l'article en donnant les références utiles à sa vérifiabilité et en les liant à la section « Notes et références ».
François Roussely, né le 9 janvier 1945 à Belvès et mort le 10 janvier 2023 à Égly, est un haut fonctionnaire français.

## Biographie
Il commence sa carrière de fonctionnaire de catégorie A en 1971 en tant qu'attaché d'administration centrale, dans une direction du Ministère de l' Economie et des Finances. Il est ensuite, au titre du concours interne, élève de l'ENA (promotion 1976 à 1978). Au vu de son excellent rang de sortie, il devient auditeur en 1978 puis conseiller référendaire à la Cour des comptes en 1982 alors qu'il est conseiller technique ministériel au sein du cabinet du  Ministre de l'Intérieur (Gaston Defferre)  et qu'il s'implique dans la réforme de la décentralisation aux côtés d'Eric Giuly. Puis il dirige le cabinet de Pierre Joxe (1984-1986 puis 1988-1989), ministre de l'Intérieur qu'il suit à de nombreuses reprises. Il occupe diverses responsabilités au sein de l'administration française entre 1981 et 1997 :
- Secrétaire général du groupe des députés socialistes, présidé par Pierre Joxe, à l'Assemblée nationale (1986-1988)
- Directeur général de la police nationale (1989-1991),
- Secrétaire général pour l'administration du ministère de la Défense (de 1991 à 1997 avec de 1991 à 1993 Pierre Joxe, comme ministre et François Léotard de 1993 à 1995, qui le recevra, dans les salons de l'Hôtel de Brienne, pour une remise de décoration),
- Membre du comité de l'énergie nucléaire du Commissariat à l'énergie atomique (CEA)(1991-1997),
- Membre du conseil d'administration de la Société nationale immobilière (1991-1997),
- Conseiller maître à la Cour des comptes (1994),
- Secrétaire général et membre du comité exécutif de la SNCF (1997),
- Directeur du cabinet civil et militaire d'Alain Richard, ministre de la Défense (1997-1998).

Il est président d' EDF de 1998 à 2004  puis président-directeur général (ou CEO) d'une grande banque suisse fondée en 1856, le Crédit suisse en France jusqu'en 2009. Il est ensuite vice-président du Crédit suisse en Europe, chargé du développement des activités de ce groupe, dans le secteur de l'énergie.
En 2010, il dirige le rapport qui porte son nom, commandé par la présidence de la République sur la filière nucléaire française et qui émettait un certain nombre de préconisations notamment au sujet de l'EPR auquel il était reproché d'être trop puissant et de comporter trop de dispositifs de sûreté (« récupérateur de corium, redondance des systèmes de sécurité »), le rendant cher. L'Autorité de sûreté nucléaire a fait plusieurs communications en réaction au contexte politique induit par ce rapport. L'accident de Fukushima quelques mois plus tard a conduit à relativiser cette partie des conclusions.
En 2015, il rejoint la banque d'affaires Messier Maris en qualité d'associé (Partner).
Il meurt le 10 janvier 2023 à Égly, le lendemain de son 78e anniversaire,,. Il est inhumé au cimetière de Saint-Julien-de-Lampon, commune proche  de Belvès (Dordogne).

## Décoration
- Commandeur de la Légion d'honneur le 1er janvier 2012 (Officier le 1er mars 2000, Chevalier le 14 avril 1990 par décret portant nomination à titre exceptionnel).